# Micro déchirure
Une micro déchirure est une lésion musculaire qui se produit lorsque le muscle dépasse sa limite d'élasticité. La blessure est si petite qu'elle est à peine visible à l'échographie. Le scanner est utilisé pour bien faire le diagnostic.
L'exercice graduel est bénéfique pour la guérison puisqu'il active la circulation sanguine et va apporter des nutriments qui vont accélérer la cicatrisation. Certains vont donc pratiquer des exercices spécialisés pour faciliter la guérison de ces déchirures, par exemple étirer le muscle et le détendre.
Les micro déchirures sont souvent trouvées dans les bras, les jambes et les fesses. C'est pourquoi il est important d'essayer de les guérir dès que possible car elles affectent des membres très importants et essentiels au bon fonctionnement du corps.